# Братское кладбище (Смоленск)
Братское кладбище — кладбище в Смоленске, расположено у Смоленского медицинского университета, между улицами Кирова и проездом Маршала Конева. В настоящее время является привилегированным кладбищем, закрыто для захоронений. Землю под захоронения разрешено выделять трём категориям умерших: почётным гражданам Смоленска, Героям Советского Союза, Героям России и полным кавалерам ордена Славы.

## Известные похороненные

### Герои Советского Союза и России
- Балтин, Эдуард Дмитриевич
- Буханов, Алексей Борисович
- Иванов, Фёдор Иванович
- Камельчик, Михаил Степанович
- Козырев, Павел Григорьевич
- Молчанов, Глеб Михайлович
- Николаев, Иван Александрович
- Приходцев, Василий Иванович
- Рябов, Михаил Тимофеевич
- Субботин, Валентин Васильевич
- Щербаков, Василий Самуилович

### Герои Социалистического Труда
- Дорофеев, Василий Алексеевич
- Слабковский, Иван Кононович
- Шкурлов, Николай Матвеевич

### Представители высшего командного состава
- Ганжа, Александр Яковлевич — генерал-майор.
- Горбунов, Николай Павлович — генерал-майор.
- Козлов, Геннадий Васильевич — генерал-лейтенант.
- Котар, Александр Петрович — генерал-майор.
- Краскевич, Евгений Михайлович — генерал-лейтенант.
- Мошенский, Авксентий Леонтьевич — генерал-майор.
- Назин, Иван Захарович — генерал-майор.
- Николаев, Юрий Иванович — генерал-майор.
- Печёнкин, Василий Прокопьевич — генерал-майор.
- Соседов, Василий Петрович — генерал-лейтенант.
- Ульянов, Иван Захарович — генерал-майор.
- Чертков, Виктор Кузьмич — генерал-полковник.

### Архитекторы
- Коваленко, Даниил Петрович
- Марченков, Иван Иванович
- Рева, Борис Михайлович

### Государственные деятели
- Аверченков, Иван Александрович — мэр Смоленска, почётный гражданин города-героя Смоленска.
- Гнедов, Алексей Трофимович — председатель Смоленского облисполкома в 1956—1969 гг.
- Зысманов, Михаил Гаврилович — мэр Смоленска в 1991—1997 гг.
- Клименко, Иван Ефимович — первый секретарь Смоленского обкома КПСС в 1969—1987 гг., почётный гражданин города-героя Смоленска и Смоленской области.
- Недосекин, Виктор Иванович — партийный деятель.
- Прохоров, Владимир Николаевич — первый заместитель Губернатора Смоленской области.
- Сафонов, Иван Иванович
- Соколов, Альберт Иванович — председатель Смоленского горисполкома, председатель Смоленского отделения Всероссийского общества инвалидов.
- Филатов, Дмитрий Иванович — председатель исполкома Смоленского областного Совета депутатов трудящихся в 1970—1987 гг.
- Черноусов, Геннадий Захарович
- Шубняков, Александр Григорьевич

### Ученые
- Аргунов, Борис Иванович — математик-геометр.
- Беляев, Иван Николаевич — писатель, историк-краевед, почётный гражданин города-героя Смоленска.
- Будаев, Дмитрий Иванович — историк, почётный гражданин города-героя Смоленска.
- Губа, Петр Кузьмич — ректор СГИФК.
- Космачев, Константин Назарович — историк.
- Погуляев, Даниил Иванович — геолог.
- Пореш, Юрий Рейнгольдович — ректор СГИФК.
- Соколов, Николай Михайлович — химик.
- Сонин, Валерий Абрамович — психолог.

### Деятели медицины, доктора медицинских наук
- Асмоловский, Валентин Михайлович
- Берггрюн, Лидия Семеновна
- Быковская, Лидия Ивановна
- Дмитриев, Иван Петрович
- Дубинкин, Гавриил Георгиевич
- Зайцева, Елена Ивановна — почётный гражданин города-героя Смоленска.
- Зарудин, Владимир Владимирович
- Иванов, Филипп Трофимович — Заслуженный врач РСФСР. Хирург.
- Козлов, Николай Борисович — ректор СГМИ.
- Козлов, Сергей Борисович
- Комешко, Кирилл Константинович
- Лапицкий, Михаил Александрович
- Ливерганд, Моисей Израилович — главный санитарный врач по Смоленской области.
- Локтев, Николай Иванович
- Молотков, Владимир Герасимович
- Некрасов, Семен Макарович
- Нещадименко, Иван Петрович
- Оглоблин, Алексей Алексеевич
- Пацевич, Маргарита Николаевна
- Попов, Михаил Захарович
- Рахмилевич, Лев Соломонович
- Ребиков, Евгений Иванович
- Стариков, Григорий Михайлович — ректор СГМИ.
- Степанов, Петр Николаевич
- Степанов, Петр Федорович
- Степанова, Прасковья Алексеевна
- Фаддеев, Дмитрий Иванович
- Шангина, Людмила Антониновна
- Шаргородский, Аркадий Григорьевич
- Шевелёв, Абрам Саулович
- Юсин, Владимир Александрович

### Деятели культуры
- Антонов, Николай Георгиевич — писатель.
- Дубровский, Виктор Павлович — дирижер.
- Звездаева, Вера Андреевна — писательница.
- Калачевская, Тамара Александровна — заслуженная артистка РСФСР.
- Ковалёва, Лариса Сергеевна — заслуженная артистка России.
- Козырь, Леонид Иванович — поэт.
- Мишин, Алексей Викторович — поэт, почётный гражданин города-героя Смоленска.
- Осипов, Дмитрий Иванович — журналист.
- Простакова, Вера Яковлевна — заслуженная артистка Армянской ССР.
- Рыленков, Николай Иванович — поэт, почётный гражданин города-героя Смоленска.
- Сергеев, Альберт Георгиевич — скульптор, почётный гражданин города-героя Смоленска.
- Тазов, Владимир Иванович — поэт.
- Шурыгин, Василий Фёдорович — писатель.

### Братские захоронения
- Четыре братских могилы погибших в Великой Отечественной войне, установлены обелиски и доски с именами захороненных.
- Братская могила политических каторжан, участников Первой русской революции 1905—1907 годов, погибших в Смоленской каторжной тюрьме.

### Другие
- Егорова, Наталья Пименовна — мать Героя Советского Союза М. А. Егорова.
- Кербель, Ефим Абрамович и Злата Иосифовна — родители Л. Е. Кербеля.
- Колесников, Александр Сергеевич — депутат Смоленского городского совета, жертва громкого заказного убийства.
- Колесников, Сергей Александрович — депутат Смоленской областной думы, жертва громкого заказного убийства.
- Новиков, Сергей Семенович — директор Первомайского стекольного завода.
- Олейник, Александр Вячеславович - управляющий Смоленским Сберегательным банком в 2002-2005 годах
- Петросян, Тигран Самвелович — известный криминальный авторитет.
- Приставкин, Валентин Степанович — мастер спорта по конькобежному спорту, заслуженный тренер СССР.
- Судовский, Игорь Алексеевич — генеральный директор ПО «Кристалл» в 1963—1988 годах.
- Твардовские, Трифон Гордеевич и Мария Митрофановна — родители А. Т. Твардовского.
- Твардовские, Мария Трифоновна и Петр Трифонович — сестра и брат А. Т. Твардовского.
- Большое количество учёных в области медицины.